# Chris Bedia
Chris Bedia (ur. 5 marca 1996 w Abidżanie) – iworyjski piłkarz grający na pozycji napastnika. Aktualnie zawodnik Unionu Berlin.